# Neurofibromatose tipo I
A Neurofibromatose tipo I  (NF-1), também conhecida como  síndrome de von Recklinghausen compreende, juntamente com a neurofibromatose tipo II, a esclerose tuberosa, a síndrome de Sturge-Weber e a síndrome de von Hippel-Lindau, o conjunto de doenças conhecidas como facomatoses (ou síndromes neurocutâneos). Todas são caracterizadas por lesões neurológicas e dermatológicas. Este agrupamento é realmente um artefacto do tempo em que a medicina ainda não dispunha de informação de base genética para a compreensão das doenças em causa. O seu estudo será feito com base na componente genética.